# Résident (Indes néerlandaises)
Pour les articles homonymes, voir Résidence.

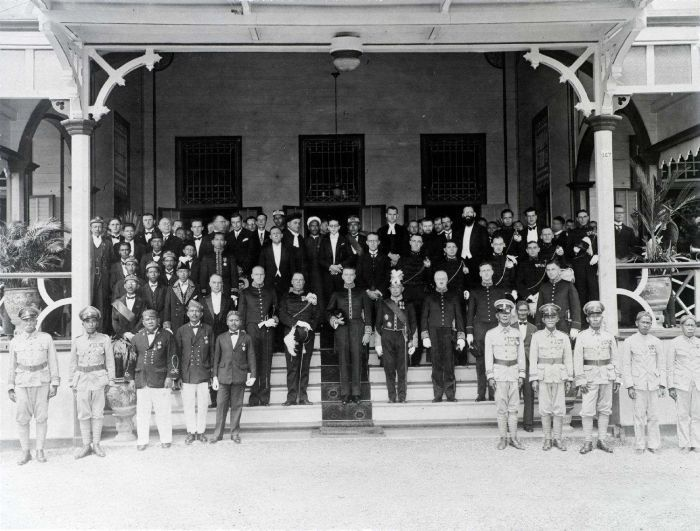
Audience publique à la demeure du resident de Pontianak (Bornéo occidental).

Aux Indes néerlandaises, un résident était un fonctionnaire néerlandais chargé de l'administration d'une gewest ou zone géographique.
Les Indes néerlandaises étaient divisées en 36 ou 37 gewesten. Certaines, comme Ambon dans les Moluques ou le nord de Sulawesi, étaient administrées par un gouverneur. Celle de Belitung n'avait à sa tête qu'un assistent-resident. Les autres étaient administrées par un resident.

## Lesresidenties

### Bornéo
- Wester Afdeling van Borneo

### Java

#### Java occidental

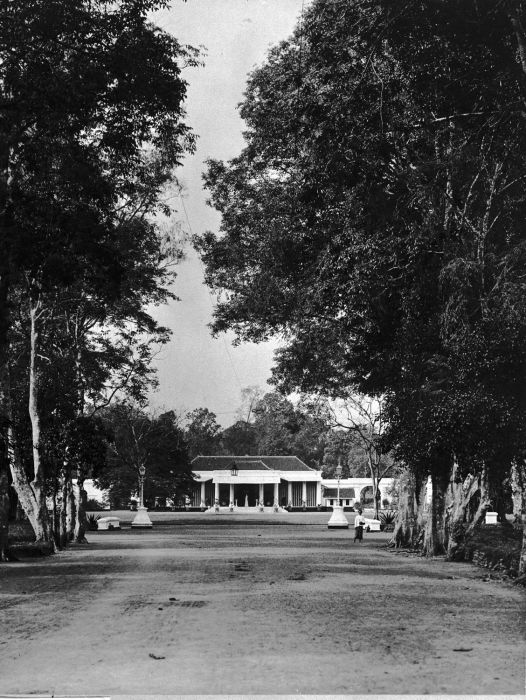
La demeure du résident de Banyumas (Java central).

- Banten
- Batavia
- Bogor
- Priangan
- Tjiandjoer (Cianjur)
- Tjirebon (Cirebon)

#### Java central
- Banjoemas (Banyumas)
- Kedoe (Magelang)
- Pekalongan
- Semarang
- Djapara-Rembang
- Soerakarta
- Jogjakarta

#### Java oriental
- Besoeki
- Madioen
- Madoera
- Pasoeroean
- Soerabaja

### Petites îles de la Sonde
- Bali et Lombok

### Sumatra
- Bencoelen
- Jambi
- Oostkust (côte est du nord de Sumatra)
- Riouw
- West Soematra
- Zuid Soematra